# Umschlagplatz w Lublinie
Umschlagplatz (niem. „plac przeładunkowy”) – miejsce w Lublinie związane z Holokaustem, z którego Niemcy deportowali Żydów do obozu zagłady w Bełżcu oraz obozu zagłady w Sobiborze. Mieści się na terenie dawnych zakładów rzeźniczych przy ulicach Turystycznej i Zimnej.

## Historia
Bocznica kolejowa powstała w tym miejscu w latach 20. XX wieku i służyła do załadunku towarów z pobliskiej rzeźni. W czasie wojny z uwagi na bezpośrednią bliskość getta została wykorzystana jako plac załadunkowy dla lubelskich Żydów oraz Romów, deportowanych od marca 1942 roku do obozu zagłady w Bełżcu. W transportach wychodzących z lubelskiego Umschlagplatzu w kierunku obozów zagłady wysłano ok. 26–30 tys. Żydów, każdego dnia wywożono około 1,4 tys. osób.

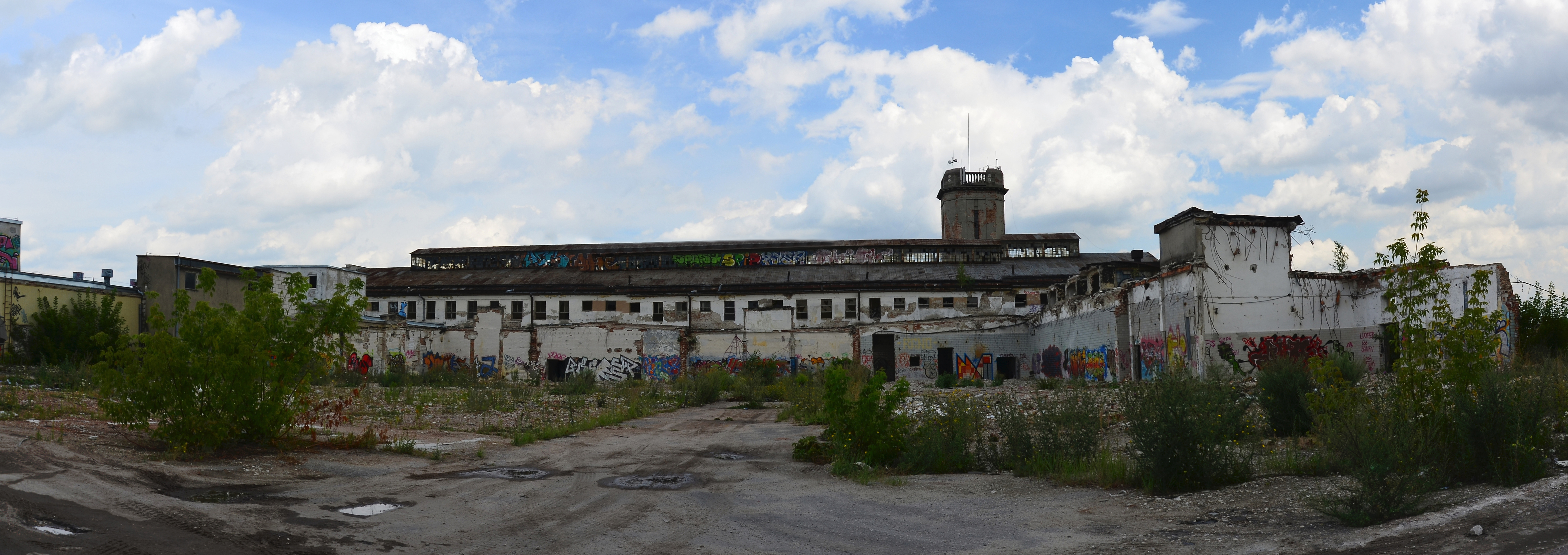
Zdewastowane zabudowania zakładów „Lubmeat”

Po wojnie na terenie Umschlagplatzu działały Zakłady Mięsne „Lubmeat”. Po ich likwidacji teren uległ zaniedbaniu i pokrył się śmieciami. Sprawę nagłośnił Zbigniew Dobkowski, wnuk Sprawiedliwych wśród Narodów Świata, który zajął się uporządkowaniem posesji, a także podjął starania na rzecz przejęcia tego miejsca przez miasto. Część torowiska i budynków została sprzedana bowiem w ręce prywatne przez syndyka likwidującego majątek dawnych zakładów mięsnych. W 2005 u wojewody interweniował w tej sprawie Andrzej Przewoźnik, sekretarz Rady Ochrony Pamięci Walk i Męczeństwa.
Do około 2016 roku miejsce upamiętniała mała tabliczka umieszczona w 2002 roku, w 60. rocznicę likwidacji lubelskiego getta, przez warszawską gminę żydowską. Obok znajdował się wycięty fragment toru ze zlikwidowanej bocznicy kolejowej. 
30 września 2008 roku Lublin przekazał instytucji Ośrodek „Brama Grodzka – Teatr NN” prawo do użytkowania części placu przy ulicy Zimnej, z przeznaczeniem na zagospodarowanie tego terenu jako miejsca pamięci. Upamiętnienie w formie instalacji "Nie/Pamięć Miejsca" zostało odsłonięte w marcu 2017 roku.